# The Soul Taker 〜魂狩〜
『The Soul Taker 〜魂狩〜』（ザ・ソウルテイカー たましいがり）は、竜の子プロダクションの制作による日本のテレビアニメ作品。

## 概要
WOWOW（有料（スクランブル）枠）で2001年4月4日から7月4日まで毎週水曜日の23時にて放送。全13話。WOWOWハイビジョンアニメ第一弾という触れ込みで、当時はごく珍しかった全編ハイビジョンの精細画像が売り物のひとつであった。
タツノコプロ初の全編デジタル制作作品と同時に、シリアスな作風でSF、ミステリー映画的な要素を取り込んだアクションダークヒーローものとして作られている。
地上波では2005年9月11日から12月4日まで、毎日放送のアニメシャワー第3部にて放送された。

## 作品構成
本作品の映像は非常に抽象的・象徴的な場面が多く、一般的なアニメ作品で使われるような映像はわずかに見られる程度である。セピア・モノクロ・原色を多用し､影絵などのシルエットや場所設定とは関係なく現れるステンドグラス、崖の背景、接写やローアングルなど、不自然な画角が頻繁に用いられる。これらは新房昭之監督の後の作品にも通ずる特徴的な表現と言える。SFやオカルティックな要素が全篇を貫き､まれに退廃的・猟奇的な場面もあるのに対し、キャラデザインには特有のデフォルメ画風を持つ渡辺明夫を起用し、独特な映像世界を作り出している。
序盤は難解で急速、強引とも思えるような展開となっており、主人公が記憶喪失という事も相まって、視聴者に多くの謎を投げかけている。タツノコ制作のヒーローものとして完全な勧善懲悪というわけではなく、主人公が自らの存在意義や行動指針を自問しながら戦い続けるというダークヒーロー色の強い作風となっている。オープニング曲はJAM Projectによるヒーローアニメ的な歌詞・曲調になっているが、エンディング曲は反対にシックな曲調である。オープニングやエンディングの映像・曲が回により変わる場合がある。
制作面では人手不足が深刻だった。10話の絵コンテが上がらずスケジュールが厳しくなった時、グロス請けのシャフトは降りずに最後まで引き受けた。それが縁となって、アニメ『月詠』の制作会社にシャフトを選んだと、後に監督の新房が語っている。また、京都アニメーションが頑張ってくれた事も助かったという。人手不足の中でもクオリティが保てる手法として新房琉の独特な表現法が生まれ、後のシャフト時代にも活きていく事になった。

## ストーリー
ある雪の降る夕刻の教会。伊達京介は、何者かに襲われ息を引き取ろうとしている母の手で刺された――それが全ての始まりだった。
誤って埋葬された京介は、岬真夜と名乗る美少女の手で墓の中から救い出されるが、真夜は世界的な科学力を持つ巨大多国籍企業・桐原グループに誘拐され、京介は謎のミュータント組織「病院（ホスピタル） 」の刺客・ドクトル凶也に襲われる。窮地に陥った彼の前に現れた謎の男・壬生シローは京介に生き別れの双子の妹とその分身「フリッカー」の存在、そして真夜がフリッカーであるという事実を伝える。不可解な母の死の真相と自分を刺した動機、見知らぬ妹の謎、京介の脳裏に浮かぶさまざまな疑問。彼は真夜を救出するために、シローと桐原の海上施設に乗り込む。

## 登場人物

### 主要人物
作品に毎回必ず登場する3人。
伊達 京介（だて きょうすけ）
声 - 斎賀みつき
本作の主人公。寄宿学校に通う17歳の少年。普通の日常を送っていたが、母の死を契機に「ソウルテイカー」と呼ばれる超人的存在に変身する能力が覚醒する。外見は穏やかに見えるがとても一本気で実直な性格。約束事は絶対に守り、自分が納得の行かない事は徹底的に追求する。それでいて素直で優しく申し分ない人柄。作中で誰よりも雰囲気が変わりやすい人物であり、覚醒前の物静かな少年としての姿、覚醒後の放浪者としての姿、エイリアンとしての自分に囚われかけた姿、そしてソウルテイカーとしての姿を見せる。双子の妹・琉奈とその分身であるフリッカーと共鳴する力を所持しており、琉奈探しに利用しようと企む桐原たちに狙われている。作中で最強のミュータントとされており、深い傷を負っても死ぬ事はない。初めは自分を殺そうとした母親の行動に疑問と悲しみを抱いていたが、ソウルテイカーとして戦う中で、それが自分と妹たちを守る力を授けるための苦渋の決断だったという事を理解する。胸に母親に刺された傷跡があり、ソウルテイカー変身時にもこの傷は残っている。初めて出会ったフリッカーであり、自分を助けてくれた真夜にほのかに想いを寄せている。また、他のフリッカーたちもかけがえのない兄妹だと考えており、桐原たちの魔の手から保護する対象となっている。
ソウルテイカー時の姿は悪魔をイメージして描かれている。シャープで、紺色か紫に近い青色で塗られている事が多い。翼で空を飛ぶ事ができる。空間を歪曲させ敵を空中に磔にする「ソニッククロス」で動きを止め、魂の煌めきを拳から放つ「ライトニングブレイカー」で粉砕する。後者を単独で使う事も多い。
小説版では設定が変更されており、母である椿と共に吉祥寺に暮らし、年上の看護婦である真夜に恋をする、ごく平凡な剣道部の高校生である。しかしシローの接触、ホスピタルの襲撃、母の死をきっかけに覚醒。攫われた真夜を助け出すための戦いの中で妹の存在やフリッカーなどの真実を知っていくが、それ故に自分を殺しに現れた父リチャードを手に掛けたショックで一時は廃人状態に陥る。シローと小麦の看護によって正気を取り戻したのちは、フリッカーたちを守り、真の悪魔である琉奈を殺害するためキリハラに戦いを挑む。
壬生 シロー（みぶ シロー） / 桐原 シロー（きりはら シロー）
声 - 小野坂昌也
母の墓場でホスピタルの刺客・ドクトル凶也に襲われた京介を助けたスカーフェイスの青年。25歳。桐原潰しに躍起になっており、京介を先導する。戦闘ではナイフ、金属バット、機関銃、時限爆弾などの多種多様な方法で戦う。ハッキングの技術もあるらしく、桐原のコンピュータに侵入し潜伏場所を突き止めるといった活躍を見せる。桐原グループと関係しているために京介や琉奈の秘密を把握しており、ホスピタルとも接触を持っている。外見や口調はキザで渋いハードボイルド。だが性格はかなりの熱血漢で義理人情に堅く、京介など他の登場人物に説教を垂れる事もしばしばある。夕映の実弟で、本名は「桐原 シロー」。「壬生」は母方の姓。
京介とのやりとりはあまり噛み合わず、煙に巻く事が多い。小麦には邪険な態度を取るが会話は妙にはまっている。茎のしっかりした雑草のような葉をよく口に咥えている。まれにその葉が煙草にすがたを変えたり、煙草が葉になったりする。
フリッカーである恋人の「サキ」を夕映に殺害された事により、夕映に強い復讐心を持っており、そのためだけに行動しているといっても過言ではない。
伊達水脈が息絶える間際に居合わせていたが、息子の覚醒のために死を選んだ水脈を結果的に見殺しにし、負い目を感じている。
中原 小麦（なかはら こむぎ）
声 - 桃井はるこ
「世界の治療」を掲げる謎の集団「ホスピタル」のミュータント。看護師（看護婦）。16歳。能天気で素直な明るい性格の少女。髪型はツーサイドアップで、下ろした後ろ髪を三つ編みの一本結びにしている。フリッカー・岬真夜略奪のために動いていたドクトル凶也と共に行動し、フリッカーとの共鳴能力を持つ京介の周囲を諜報していた。凶也の死後は単独で京介を監視していたが、桐原の武装霊柩車に轢かれそうになったところを身を挺（てい）して助けた京介に惚れ、ホスピタルを裏切り京介たちに同行するようになる。本人によると、女性が結婚を理由に退職する、いわゆる寿退職（ことぶきたいしょく）のつもり。この事についてはホスピタル側も放任している。シローの事を「ちゃん」付けで呼んでいる。他人を思いやる場面も多く、意外と思慮深い一面もある。身寄りの無かった自分を見守ってくれたリチャードを父のように慕っており、彼と京介との対決に心を痛めた。
三つ編みを鎖に変える能力を持ち、その先端についた巨大な注射器を武器として用いる。また、その鎖でメスを誘導して投射する。その他、高い身体能力に加えて、虹彩の輝きで相手を催眠術にかけて軽い記憶の操作を施したり、物質を復元して傷を回復する能力も持つ。
趣味はコスプレで、作中には様々な衣装で登場する。マスコット兼オアシス的な存在で、作品のシリアスな雰囲気になじまない強烈な個性を持つ。
小説版ではホスピタルにいた頃から横領に手を染めており、その膨大な資産が京介、シロー、小麦ら三人の活動資金となっている。
後に「こむぎ大作戦」として自ら主人公となるスピンオフ企画を立ち上げ、その中からアイドルと魔法少女を掛け合わせたパラレルものとして『ナースウィッチ小麦ちゃんマジカルて』がOVAシリーズなどメディアミックスという形で展開された。こちらでは性格はもっと陽気かつエキセントリックになっている。
ミュータント変身姿は最後まで見せることは無かったが、『ソウルテイカー 〜魂狩〜コンプリートバイブル』には終盤でウサギのコスプレをした際のウサ耳や尻尾が自前の物であるという記述から、変身後の姿はうさぎのような姿をしているのではないかという説が後の『ナースウィッチ〜』に表れている。

### フリッカー
命の危機を感じた琉奈がミュータントの力で作り出した身代わり。性別だけは琉奈と共有しているが年齢・容姿・性格などさまざまな点で違いが見られる。まれに琉奈の記憶の一部を残している者もいる。なお、琉奈によると京介にもフリッカーを生み出す力があるとされるが、琉奈が見せた虚像の世界で母親に刺される際もこの力を使う事はなかった。
岬 真夜（みさき まや）
声 - 大谷育江
生きたまま埋葬されてしまった京介を墓の中から掘り出して助けた、どこか懐かしさのある女性看護師。京介が最初に出会ったフリッカー。年齢は京介よりも上。長い髪に上品な大人の女性の雰囲気を感じさせる。京介は彼女に淡く惹かれ、彼女も京介に特別な感情を抱いていた。フリッカーとしての自覚を持つ稀な人間であり、自分の存在意義に疑問を感じながら生きていたが、京介ならそんな自分を満たしてくれると漠然と感じた事で彼を追い求めて行動していた。桐原グループにより誘拐され、オリビアの手によって人体実験をさせられた挙句、京介達の健闘も虚しく解剖され、ソウルアヌビスに取り込まれる。
拷問されている最中、和服に身を包んだ真夜が京介にお茶を立て、2人で野点を楽しむ夢を見ている。オリビアらを倒した後、真夜が捕えられていた拘束台に京介が訪れると、壁に血文字で「アリガトウ」という言葉が残されていた。
小説版では設定が変更されており、吉祥寺近郊の病院に勤める看護師として、部活で怪我をした京介を診察したことで知り合ったなど、京介にとって大切な日常の一部であることが描かれている。京介に「生きてほしい」という願いを託しており、彼女の存在が京介を戦いに導く大きな動機となっている。
櫻井 明日香（さくらい あすか）
声 - 田村ゆかり
第3回「髑髏と少女篇」登場のフリッカー。黒髪のツインテールキャラ。セーラー服の上にマントを羽織った格好をしている。身寄りのない自分を娘のように育てたシスター（伊達水脈）を桐原グループに殺され、復讐を誓う。妹の琉奈を名乗って京介に接触し、桐原を倒してもらおうとするが、京介には初めから見抜かれていた。戦闘能力が高く、二丁拳銃で桐原の刺客と戦い、ロボット兵を倒す活躍を見せている。琉奈の攻撃面が分裂したのか、好戦的な性格。単独行動。後に「包帯の怪人」に連行される。
小説版では設定が変更されており、琉奈の「攻撃性」が形になった存在。琉奈との戦いを決意した京介の前に、他のフリッカーたちを率いて現れ、自分たちの安全と引き換えに京介をキリハラに売り飛ばそうと画策。しかし計画は失敗し、ソウルアヌビスの燃料として取り込まれてしまった。その後、ソウルアヌビスに吸収された京介と主観時間で数万年に及ぶ対話の末、決着をつけるべく彼に協力、他のフリッカーたちと共にソウルテイカーへと力を与える。
橘 沙也佳（たちばな さやか）
声 - 涌澤利香
第4回「蠢く闇篇」登場のフリッカー。全寮制のミッション系女学校・聖峰女子学園に通学する女子高生。恋人と共にバイク事故にあい、一人生き残ってしまった事に深い自責の念を感じており、夜な夜な悪夢を見てしまう。そんなトラウマをホスピタルから単独行動していたサイコドクター鳴神に利用され、襲われる。良家のお嬢様らしく性格や外見はおっとりとしているが、小麦が鳴神に捕えられた際は、過去のトラウマを払拭すべく、恐怖を振り切って助けに向かっている。後に「包帯の怪人」に連行される。
小説版では設定が変更されており、琉奈の「恐怖」が形になった存在。そのため常に怯えており、明日香からは嫌悪されている。京介をキリハラに売り飛ばすための人質として用いられた。
椎名 霞（しいな かすみ）
声 - 岩居由希子
第5回「人外魔境篇」登場のフリッカー。桐原グループの手に捕まってしまい、解剖されかけていたところを京介によって助けられる。リチャードと京介の戦闘の最中、謎の登場人物「包帯の怪人」によって連行される。
小説版では設定が変更されており、琉奈の「良心」が形になった存在。しかし人質にされて泣き叫ぶ沙也佳に、謝罪しながらも必要なことだからと諭すなど、明日香からは「偽善的」「サイコパス」として嫌悪されている。
秋葉 恵（あきば めぐみ）
声 - 榎本温子
第6回「成層圏魔城篇」登場のフリッカー。元ホスピタルのミュータント・ザボーと共に成層圏魔城にひっそりと暮らしていた。自分を身代わりのために生みだした琉奈や、その元凶となった時逆椿を恨んでおり、人を信用できなくなっている。後に「包帯の怪人」に連行される。
小説版では設定が変更されており、琉奈の「怨恨」が形になった存在。そのため、京介には殺意を抱いている。
偽物の時逆 椿（にせもののときさか つばき）
声 - 兵藤まこ
第7回「女人果篇」登場のフリッカー。琉奈の「母親を思う気持ち」と「母親の理想像」から生み出されたため、その姿や口調は椿そのものである。そして琉奈視点の椿の記憶を残している。京介を本当の息子のように慕い､逃れられぬ運命から解放するべく彼のフリッカーとの共鳴能力を奪う。ソウルアヌビスの最後のパーツとして桐原グループに狙撃され死体を回収される。

### 桐原グループ
元は葬儀事業の会社。世界的な大複合企業・桐原（キリハラ）グループ。最先端の科学力と権力を誇り、世界中に施設や工場を設ける。人型の機械兵士を大量に保有しており、フリッカー狩りを遂行している。
桐原 夕映（きりはら ゆい）
声 - 平松晶子
桐原グループの核である「桐原重工」の若き副社長で、シローの実姉。27歳。肩書きこそ「副」社長だが、社長の地位が空席であるため、実質的に桐原グループの全権を握っていると言っても良い。冷静沈着で機械的なキャリア・ウーマンの雰囲気だが、性格は酷く現実的で残虐非道。他人を突き放すような言動が多い。琉奈の分身であるフリッカーを捕らえる事で琉奈を見つけ出そうとする。実の弟であるシローの恋人でフリッカーの「サキ」を殺害し、解剖してソウルアヌビスに取り込む。そのためにシローに心底恨まれ、強い復讐心を植え付けている。諸悪の根源である「エイリアン」とある取引をしており、琉奈を執拗に追い求める。
小説版では設定が変更されており、元はシローと仲の良い姉弟だったが、シローをキリハラから逃そうとした事が父・正臣の逆鱗に触れ、制裁として恋人を殺害されてしまった。以後は正臣の忠実な人形のようにその指示に従っているが、その全てはエイリアンによって、失われた恋人の魂を取り戻すためであった。
オリビア・カーライル
声 - 伊藤美紀
桐原重工の天才。生物情報工学課の研究員で、ソウルアヌビスの開発を担う。桐原の海上基地で誘拐した岬真夜の解析研究をしていたところをドクトル凶也や京介達に襲撃され、桐原の作ったテーマパーク「映画村」へと逃げ出す。再び訪れた京介に対し、真夜を人体実験の末に殺害した事を言い放つ。怒りによってソウルテイカーに変身した京介から辛くも逃げ出すが、最後はリチャードの手によって額に簪を刺され殺される。外見は高貴なインテリ風。マッドサイエンティストの癖がある。
小説版では設定が変更されており、桐原正臣の弟子である科学者にして魔術師。夕映の腹心の一人としてソウルアヌビスの開発に携わるなど優れた才覚があったが、 自分の願いが叶うと知って狂喜する正臣にその成果のすべてを否定され、泣き崩れたまま、琉奈の覚醒に巻き込まれる。
エド
声 - 有本欽隆
「映画村」にて京介を迎え撃つ忍の者。鎧武者型の巨大ロボットを操り、ロケットパンチでソウルテイカーを捕縛するが、シローの助太刀によって逃れられ、最後は「ライトニングブレイカー」で機体諸共撃ち抜かれ倒された。
ソウルアヌビス
声 - 大谷育江
桐原重工が誇る科学力と大量のフリッカーを取り込み、長い歳月をかけて生み出された人工ミュータント。京介と同様に自身の核である琉奈と共鳴する力を持ち、琉奈の探索に用いられた。人間の姿に変わる事もでき、容姿は岬真夜そのものである。これは京介が真夜との戦闘を拒む事を夕映が予測したからである。戦闘ではソウルテイカーを圧倒する場面もあったが、戦う事を決意し、本気を出した京介には敗れている。調整段階で出撃させたため、ソウルテイカーと共に自爆して消滅しようとするなど、時折想定外の挙動を示す事がある。敗北後は桐原の指示を無視して行動するようになり、正体を現した琉奈の意思によって夕映を刺し、殺害した。両手から発する衝撃波と光の槍が主な武器で、右手を剣状に変型させる事もできる。外見は怪物のように非対称だが、グロテスクではなくまとまりがある。複数のフリッカーを取り込んでいるためか女性的にデザインされている。色は主にオレンジで塗られていることが多い。

### 病院 （ホスピタル）
外面上は桐原グループ傘下の医療施設だが、実際はβアプリコンを投与され死んでいった者達の無念を晴らすため、リチャードと生き残ったミュータント達で結成された組織。異質・異形の集団。桐原グループを隠れ蓑に桐原抹殺を遂行しているが、実際のところ、夕映には実体を見破られている。
リチャード・ビンセント
声 - 江原正士
白衣の魔人軍団病院・ホスピタルの指導者・院長で、京介と琉奈の実父。40歳。妻・椿が自らβアプリコンを投与しミュータントの子を産んだと信じ、彼女を恨んでいる。自分たちを苦しませる元凶となった桐原グループの抹殺を誓い、ミュータントである息子の京介、娘の琉奈を葬ろうとする。「ソウルクラッシャー」と呼ばれる超人的な存在に変身する事ができ、その強さはソウルテイカーと対等かそれ以上のものがあるが、融合が不完全なため寿命が近い。変身時は日本武士の鎧のような姿で、図体も大きく威風堂々としている。ソウルテイカーと同様に拳から放つ「ライトニングクラッシャー」という技を使う。性格は京介の父親らしく一本気で誠意があり、強い信念を持つ。病院での普段の様子はとても温厚で面倒見の良い寛大な医者である。敵方に就いた小麦が負傷した際もしっかりと看病をしている。
ドクトル凶也（ドクトルきょうや）
声 - 関俊彦
第1回「悪魔の紋章篇」登場のミュータント。電影鬼の名を持つ。フリッカー岬真夜の回収を目的に中原小麦と行動を共にしていたが、ソウルテイカーに覚醒した京介によって倒される。性格はかなり好戦的らしく､何かが壊れたような変質的な挙動をする。琉奈やフリッカーのことをクランケちゃん（「患者」の意。ドイツ語。これを使うのは超ベテラン医師のみ。）と呼んでいる。自らの身体を電気信号に変換し､物質間を超高速で移動することができる。
サイコドクター鳴神（サイコドクターなるかみ）
声 - カシワクラツトム
第4回「蠢く闇篇」登場のミュータント。聖峰女子学園の生徒を誘拐し、その死体に自作の曲を披露するという悪趣味なミュータント。フリッカーである橘沙也佳を自分のオーディエンスに加えたいと考え襲う。唄う精神療法士。変身後はコウモリのような姿をしており、幻覚を見せて相手を追い詰め、超音波による振動で敵の身体を破壊する。ソウルテイカーに攻撃を振り切られ倒される。
ザボー
声 - 小山力也
第6回「成層圏魔城篇」登場のミュータント。成層圏魔城にフリッカー秋葉恵と共に暮らす元ホスピタルのミュータント。霊安室の戦士。出来るだけ長く生きていたいらしく一日のほとんどの時間を仮死状態で過ごす。ホスピタルでの延々と続くフリッカーの殺戮に嫌気がさし、「真の戦闘」を望み最強の戦士と戦うことを夢見る。「人は信じるに足る存在か」その答えを恵に見せつけるべくソウルテイカーに決闘を挑み、そして散っていった。
右門（うもん）、左奈恵（さなえ）
声 - 石川英郎（右門）、佐藤ゆうこ（左奈恵）
第8回「地獄の仮面篇」登場のミュータント。ホスピタル最後の生き残りの男女。リチャードの側近として動く。合体ミュータント。ふたりとも手術衣を着ている。変身後の姿はかなりグロテスクだが、絆と結束は固い。リチャード同様に寿命が近く、最後の刻までリチャードに忠誠心を見せていた。
七人姉妹
小説版に登場するミュータント。グラデーションのように年齢が変わっていく以外は全く同じ容貌を持つ完璧な美女たちで、一子、二芭、三津代、四々乃、五香、六美、七那の七人。夕映の腹心、側近であり、彼女に忠誠を誓っている。七人全員が揃うことで強力な探知能力、転移能力などの超能力を発揮するが、一人欠けるごとにその能力が低下していく弱点がある。

### 時逆・その他関係者
本作品の展開中、非常に重要な役どころを持つ登場人物。
伊達 水脈（だて みお）
声 - 高山みなみ
京介の育ての母。教会のシスター。元看護師。時逆総合病院の同僚で親友の椿から京介を託された。桐原のロボット兵器に襲われ息絶える寸前に自らの手で京介を刺す。京介はその時の強い精神的ショックでソウルテイカーに変身する能力に覚醒した。京介はリチャードに真実を教えられるまで水脈が本当の母親だと思っていた。
時逆 椿（ときさか つばき）
声 - 兵藤まこ
リチャードの妻で、京介と琉奈の実母。時逆総合病院の元看護師で、京介を水脈に預けた後に娘・琉奈を連れて行方をくらます。登場する時のほとんどが浴衣姿で、日本人女性らしい風貌をしている。
リチャードには自らβアプリコンを投与したと思われていたが、実際は不治の病に侵され手の施しようがなかった時に父・大悟によって投与されていた。
水脈と同様に、窮地に陥った事で娘の琉奈を刺し、その力を覚醒させている。その事によって琉奈に恨まれており、人類抹殺を企むきっかけとなってしまった。
最終話のエンディング後のシーンでは、死んだはずの椿と思しき人物が京介と部屋で会話する様子が映される。
小説版では設定が変更されており、父の協力者であった正臣によってβアプリコンを投与され、京介を伴って失踪した。その後は京介と各地を転々とする逃亡生活を送りながらキリハラへの抵抗活動を行っていたが、居場所を突き止められ、京介の覚醒を促すために彼へナイフを突き立てて息絶える。
時逆 大悟（ときさか だいご）
声 - 麦人
椿の父親で、京介と琉奈の祖父。時逆総合病院の院長。病に侵された娘・椿を助けるためエイリアンと取引し、大勢の人々にβアプリコンを撒布。その事によって起きた損害に自責の念と贖罪の意思を感じ、関連する全ての事柄を抹消しようとする。βアプリコンの副作用と人間としての寿命によって老衰した体を切り捨て、脳髄だけの姿で生きている。琉奈を殺すためβアプリコンを破壊するウイルス「アプリコンバスター」を開発。βアプリコンの力によって魂を操る能力を持つようになり、死んだ水脈の魂を蘇らせ「包帯の怪人」を生み出した。櫻井明日香、橘沙也佳、椎名霞、秋葉恵の4人を包帯の怪人を使って収集させる。身体が無い代わりに巨大なロボットアームを操り、敵を攻撃する他、フリッカーの細胞を培養して作り出した対琉奈兵器「ソウルキラー」と一体化し、ソウルテイカーらと戦う。琉奈には実弾が通じない事が分かり、琉奈の動きを封じる特殊なフィールドを展開し、自爆して体内に充填されたアプリコンバスターを浴びせようとした。自らの魂を水脈の魂と共有しており、最後は京介に水脈を葬られる事で倒された。
小説版では設定が変更されており、亡き妻を蘇らせるためにエイリアンを呼び出そうとした研究者だったとされている。しかし協力者であった桐原正臣の裏切りにあい、βアプリコンを全世界に蔓延させてしまう。娘、孫たちさえ犠牲になるこの大惨事に苦悩し、やがて自分もまた正臣に殺害される事を悟った彼は、すべての経緯を記した手記を残し、京介に未来を託した。
包帯の怪人（ほうたいのかいじん）
声 - 高山みなみ
京介の前に突如現れる謎の怪人。フリッカーを次々と連行する。その正体は、大悟が自身の手足として利用すべく自分の魂と死んだ水脈の魂を共有させて生みだした伊達水脈の亡霊である。京介たちを救うという言葉を信じて大悟に協力していたが、全てを破壊しようとする大悟を見て、京介に自分を殺すよう促した。
エイリアン
声 - 長島雄一
宇宙からやって来た異形の宇宙人。性別は雄。種族最後の生き残りで、子孫を残すため月の住人にβアプリコンと呼ばれるウイルスを散布してミュータントに変えてしまう。ミュータント同士を掛け合わせる事によって産まれる真のミュータント、すなわちエイリアンの雌を誕生させようとする。
琉奈を探し出す事を条件に夕映の死んだ恋人を蘇らすという契約をしていた。だが、実際は桐原本社に移住してすぐに琉奈に殺害されており、登場する場面は全てエイリアンの姿に化けた琉奈である。
小説版では設定が変更されており、真実、太古の昔から語り継がれてきた悪魔そのものであるとされている。外宇宙の深淵から、人間の精神、魂を通じて現世に出現する存在であり、作中では「外宇宙悪魔（エイリアン）」と称される。亡き妻を蘇らせようとする時逆大悟の研究によって召喚されたが、桐原正臣と結託して裏切り、自らの花嫁である琉奈の気を惹くべく全世界にβアプリコンを蔓延させた。しかしその結果として力を失って休眠状態に陥り、再び現れた琉奈によって殺害され力を奪われてしまう。
時逆 琉奈（ときさか るな）
声 - 根谷美智子
京介の双子の妹。生後まもなく京介と離ればなれになり、椿と共に消息を絶つ。死の境地に陥った際、自らの分身「フリッカー」を生み出し、逃れようとした。桐原グループ、ホスピタル、そして京介の三者が追い求める存在。幼女の姿だがフリッカーを取り込む事で元の17歳の少女の姿に戻る。幼女時にポニーテールに髪を結んでいた赤いリボンが天女の羽衣のようになって体に纏い、髪型も額を出したロングヘアに変わる。変身時の姿に名前はなく、ソウルテイカーに似ているが、赤色で塗られ女性的に描かれている。虚像の世界を作り出す能力を持ち、それを他人と共有する事もできる。
ミュータント同士の間に産まれた真のミュータント。エイリアンの雌。自分を殺そうとした椿や父・祖父を恨んでおり、果てには人類抹殺を企む。そして、双子の兄であり唯一の同種族である京介と新たな世界を作ろうと策略している。人を恨むようになった以後はエイリアンとして行動するようになり、非常に冷酷かつ残虐。βアプリコンをもたらした元凶であるエイリアンを殺害し、そのエイリアンのふりをしてずっと夕映のそばに潜伏していた。恋人を蘇らしたい夕映の心を利用して京介を引き寄せようとする。潜伏中、寂しいからとして夕映にぬいぐるみを要求するなど、少女らしい一面も見せている。
ソウルテイカーとの激しい闘いの末に倒され、最後は魂を共有する形で京介の中で共存し生きていく事になった。
桐原 正臣（きりはら まさおみ）
ノベライズ版にのみ登場する人物。βアプリコンの蔓延に伴う膨大な死者の発生に際し、葬儀業社であったキリハラを発展させ、国家をも支配する巨大複合体へと育て上げた。しかし実際は大悟を唆してエイリアンを召喚させ、さらに椿にβアプリコンを投与した張本人であり、エイリアンと結託して大悟を裏切った、すべての元凶とも言える存在である。秘密結社アーネンエルベの縁者であった正臣は、死への恐怖から不老不死を追い求め、悪魔召喚の真実に迫っていた時逆大悟を利用したのである。琉奈の身柄を押さえて自らの望みを叶えるため、夕映を始めとする他のすべてを道具としか認識していなかった。エイリアンを殺した琉奈が自分を選んだと思い狂喜するが、実際はアヌビスに取り込まれた兄を手に入れるまえの余興として弄ばれただけで、あっさりと殺害された。

## スタッフ
- 原作 - タツノコプロ企画室
- 監督 - 新房昭之
- シリーズ構成 - 関島眞頼
- キャラクターデザイン・総作画監督 - 渡辺あきお
- ソウルテイカーデザイン - 羽山賢二
- クリーチャーデザインワークス - さとうけいいち
- ビジュアルディレクター・メカニックデザイナー - 鉄羅紀明
- 美術監督 - 東潤一
- カラーデザイナー - 飯島孝枝
- カラーディレクター - 甲斐けいこ
- 撮影監督 - 松山正彦
- 編集 - 関一彦
- 音響監督 - 三間雅文
- 音楽 - 大谷幸
- プロデューサー - 川瀬浩平、吉田昇一、鈴木路子
- アニメーション制作 - タツノコプロ・タツノコVCR
- 製作 - WOWOW、タツノコプロ、「The SoulTaker」製作委員会
- 製作委員会メンバー - パイオニアLDC、PIONEER ENTERTAINMENT (USA) INC.、タツノコプロ、東芝デジタルフロンティア、WOWOW

## 主題歌
オープニングテーマ 「SOULTAKER」
作詞・作曲 - 影山ヒロノブ / 編曲 - 須藤賢一 / 歌 - JAM Project（水木一郎・影山ヒロノブ・松本梨香・さかもとえいぞう・遠藤正明）
エンディングテーマ
「MEMORY」（第1話 - 第7話、第9話 - 第13話）
作詞 - 三重野瞳 / 歌・作曲 - 柿島伸次 / 編曲 - 岩崎琢
「As Time goes by」（第8話）
歌・作詞・作曲 - 浅見昂生 / 編曲 - 岩崎琢

## 各話リスト
新房昭之の監督作品らしく毎回のタイトルは夢野久作の著作『少女地獄』（第13回「少女地獄変」）や中井英夫の著作『虚無への供物』（第10回「虚無への供物篇」）などミステリー作品や幻想文学作品からのネタが使われており、作品の内容にもその時のタイトルと共通するような個所が何点かある。
| 話数 | サブタイトル   | 脚本       | 絵コンテ                | 演出         | 作画監督                    | サブタイトルの元ネタ                                        | 放送日        |
| ---- | -------------- | ---------- | ----------------------- | ------------ | --------------------------- | ----------------------------------------------------------- | ------------- |
| 1    | 悪魔の紋章篇   | 久保田雅史 | 新房昭之                | 井之川慎太郎 | 渡辺あきお                  | 悪魔の紋章篇 （江戸川乱歩）                                 | 2001年 4月4日 |
| 2    | うつし世は夢篇 | 荒木憲一   | 帆村壮二                | 井之川慎太郎 | 羽山賢二                    | うつし世は夢篇 （江戸川乱歩）                               | 4月11日       |
| 3    | 髑髏と少女篇   | 久保田雅史 | 武本康弘                | 武本康弘     | 米田光良 北之原孝将（メカ） | 髑髏と少女篇 （澁澤龍彦）                                   | 4月18日       |
| 4    | 蠢く闇篇       | 植竹須美男 | 工藤進                  | 浅見松雄     | 門智昭                      | 蠢く闇篇 （江戸川乱歩『闇に蠢く』）                         | 4月25日       |
| 5    | 人外魔境篇     | 久保田雅史 | さとうけいいち 帆村壮二 | 中村健治     | 相澤昌弘                    | 人外魔境篇 （小栗虫太郎）                                   | 5月2日        |
| 6    | 成層圏魔城篇   | 関島眞頼   | 武本康弘                | 武本康弘     | 米田光良 北之原孝将（メカ） | 成層圏魔城篇 （小栗虫太郎）                                 | 5月9日        |
| 7    | 女人果篇       | 荒木憲一   | 河原祐二                | 福本潔       | 寺岡巌                      | 女人果篇 （小栗虫太郎）                                     | 5月16日       |
| 8    | 地獄の仮面篇   | 植竹須美男 | 深武史朗                | 井之川慎太郎 | 外崎春雄                    | 地獄の仮面篇 （江戸川乱歩）                                 | 5月23日       |
| 9    | 死美人の幻影篇 | 関島眞頼   | 細田雅弘                | 鈴木吉男     | 門智昭                      | 死美人の幻影篇 （夢野久作『ドグラ・マグラ』?）              | 5月30日       |
| 10   | 虚無への供物篇 | 植竹須美男 | 井之川慎太郎            | 井之川慎太郎 | 小原充 為家尽人 東風屋志郎  | 虚無への供物篇 （中井英夫）                                 | 6月13日       |
| 11   | 孤島の鬼篇     | 荒木憲一   | 坂田純一                | 大原実       | 工原しげき 相澤昌弘         | 孤島の鬼篇 （江戸川乱歩）                                   | 6月20日       |
| 12   | 黒衣の聖母篇   | 久保田雅史 | 水野和則                | 松園公       | 外崎春雄                    | 黒衣の聖母篇 （山田風太郎）                                 | 6月27日       |
| 13   | 少女地獄篇     | 関島眞頼   | 新房昭之                | 新房昭之     | 渡辺あきお                  | 少女地獄変 （夢野久作『少女地獄』 + 芥川龍之介『地獄変』?） | 7月4日        |

## ノベライズ
原作のアニメよりも昭和初期の日本の怪奇や猟奇探偵小説的な部分が誇張されて描かれており､日本の雰囲気や日常の描写が原作よりも多い。また、ソウルテイカーやミュータント（変異体）の戦闘能力が原作よりも明確に定義付けられている。
原作からテーマなどを共有しつつも、その設定やストーリーは大きく変えられており、原作でははっきりと描かれなかった桐原家の内部事情や、エイリアン召喚の経緯、βアプリコンなどについてもより明確に描写されている。
ストーリーは真夜を助け出そうとする京介とその前に立ちはだかる父リチャードの戦いを描いた１巻「少女地獄篇」、すべての真実を知って妹との決着をつけるべくキリハラに挑む2巻「瓶詰の悪魔篇」の二部で構成されている。
著者は和智正喜。イラストは渡辺明夫・伊東克修・五臓六腑。発売元はメディアファクトリーMF文庫J。
- ザ・ソウルテイカー 〜魂狩〜（1）少女地獄篇（2003年12月25日）
- ザ・ソウルテイカー 〜魂狩〜（2）瓶詰の悪魔篇（2004年1月25日）

## 単行本
編集は電撃Animation magazine編集部。発売元はメディアワークス。
- ソウルテイカー 〜魂狩〜コンプリートバイブル 電撃アニマガSPECIAL（2001年9月）